# Yoda
Yoda [jóda] je izmišljena oseba, starodavni mojster Jedi, ki se je pojavil v obeh znanstvenofantastičnih trilogijah Vojne zvezd z izjemo Epizode IV - Novo upanje. Joda v sanskrtu pomeni bojevnik.
Yoda je jedi, ki je v svoji mladosti veliko potoval. Videl je toliko, da sedaj gleda vse z velike oddaljenosti. Je tudi učitelj, ki vidi najglobje in najdlje. Njegov najbolj znan Padawan je bil grof Doku. Na svojih potovanjih ja Yoda spoznaval brezmejne različice v katerih se pojavlja Sila. Yodin meč je zeleno obarvan. V jedijskem svetu je njegov glas poleg glasu učitelja Winduja najbolj pomemben.